# Lasioglossum ugandicum
Lasioglossum ugandicum là một loài Hymenoptera trong họ Halictidae. Loài này được Cockerell mô tả khoa học năm 1937.